# Đặc Vụ Đêm
Đặc Vụ Đêm (tựa gốc Tiếng Anh: The Night Agent) là một bộ phim truyền hình hành động giật gân của Hoa Kỳ do Shawn Ryan sáng tạo dựa trên cuốn tiểu thuyết cùng tên của nhà văn Matthew Quirk. Trung tâm câu chuyện thuật lại chuyến hành trình của một đặc vụ tài năng, anh được giao nhiệm vụ tác chiến đêm dành cho chương trình phản gián. Tác phẩm công chiếu lần đầu trên Netflix vào ngày 23 tháng 3 năm 2023. Đây là loạt phim ra mắt được xem nhiều thứ ba trên nền tảng này trong bốn ngày đầu tiên và hiện tại, dự án đã được làm mới cho mùa thứ hai. Trong vòng ba tuần, The Night Agent đã trở thành bộ phim có lượng theo dõi nhiều thứ chín của nền tảng phát sóng trực tuyến.

## Tiền đề
Đặc vụ FBI Peter Sutherland bị vướng vào một âm mưu chết chóc liên quan đến tay gián điệp ở cấp cao nhất của chính phủ Hoa Kỳ. Để cứu quốc gia, anh lao vào cuộc săn lùng ráo riết kẻ phản bội, đồng thời bảo vệ cựu CEO Rose Larkin khỏi những kẻ đã sát hại dì và chú của cô.

## Diễn viên

### Vai chính
- Gabriel Basso trong vai Peter Sutherland, một đặc vụ FBI làm việc tại Nhà Trắng với tư cách là người trông coi điện thoại tác chiến đêm.
- Luciane Buchanan trong vai Rose Larkin, một doanh nhân trẻ về an ninh mạng và là cháu gái của hai đặc vụ tác chiến đêm.
- Fola Evans-Akingbola trong vai Chelsea Arrington, một đặc vụ đầy tham vọng của Sở Mật vụ Hoa Kỳ được giao nhiệm vụ bảo vệ Maddie.
- Sarah Desjardins trong vai Maddie Redfield, con gái của Phó Tổng thống.
- Eve Harlow trong vai Ellen, một sát thủ khó lường.
- Phoenix Raei trong vai Dale, một sát thủ chuyên nghiệp và là đối tác của Ellen.
- Enrique Murciano trong vai Ben Almora, giám đốc Sở Mật vụ.
- D. B. Woodside trong vai Erik Monks, một đặc vụ kỳ cựu của Sở Mật vụ Hoa Kỳ được giao nhiệm vụ bảo vệ Maddie.
- Hồng Châu trong vai Diane Farr, chánh văn phòng Nhà Trắng, cô là một trong những cấp trên của Peter.

### Vai định kỳ
- Andre Anthony trong vai Matteo / Colin.
- Christopher Shyer trong vai Vice President Redfield, Phó Tổng thống Hoa Kỳ.
- Toby Levins trong vai Briggs, nhân viên Sở Mật vụ Hoa Kỳ, một thành viên trong nhóm của Redfield.
- Ben Cotton trong vai Gordon Wick, giám đốc điều hành của nhà thầu chính phủ Turn Lake Industries, kẻ đã thuê Ellen và Dale để giết người.
- Kari Matchett trong vai President Travers, Tổng thống Hoa Kỳ.

## Sản xuất

### Phát triển
Ngày 24 tháng 12 năm 2020, cánh báo chí đưa tin Sony Pictures Television sẽ sản xuất series truyền hình chuyển thể từ cuốn tiểu thuyết The Night Agent của Matthew Quirk, Shawn Ryan là nhà biên kịch chính. Ngày 21 tháng 7 năm 2021, dự án đã được Netflix mua lại, Seth Gordon sẽ chỉ đạo phần thử nghiệm và sản xuất loạt phim dài mười tập cùng với Ryan, Marney Hochman, Julia Gunn, James Vanderbilt, William Sherak, Paul Neinstein, Nicole Tossou và David Beaubaire. Bộ phim phát hành trên Netflix vào ngày 23 tháng 3 năm 2023. Chưa đầy một tuần sau, dự án đã được gia hạn thêm mùa thứ hai.

### Tuyển vai
Ngày 22 tháng 11 năm 2021, Gabriel Basso và Luciane Buchanan là hai diễn viên đầu tiên chính thức tham gia loạt phim. Đầu tháng 2 năm sau, Hồng Châu, D. B. Woodside, Fola Evans-Akingbola, Eve Harlow, Phoenix Raei, Enrique Murciano và Sarah Desjardins tiếp tục góp mặt với tuyến nhân vật xuất hiện thường xuyên. Đến ngày 24 tháng 2 năm 2023, Kari Matchett gia nhập dàn nhân sự với vai trò định kỳ.

## Tập phim
| TT. | Tiêu đề             | Đạo diễn          | Biên kịch                 | Ngày phát sóng gốc  |
| --- | ------------------- | ----------------- | ------------------------- | ------------------- |
| 1   | "The Call"          | Seth Gordon       | Kịch bản : Shawn Ryan     | 23 tháng 3 năm 2023 |
| 2   | "Redial"            | Seth Gordon       | Shawn Ryan                | 23 tháng 3 năm 2023 |
| 3   | "The Zookeeper"     | Guy Ferland       | Munis Rashid & Shawn Ryan | 23 tháng 3 năm 2023 |
| 4   | "Eyes Only"         | Ramaa Mosley      | Seth Fisher               | 23 tháng 3 năm 2023 |
| 5   | "The Marionette"    | Guy Ferland       | Corey Deshon              | 23 tháng 3 năm 2023 |
| 6   | "Fathoms"           | Ramaa Mosley      | Imogen Browder            | 23 tháng 3 năm 2023 |
| 7   | "Best Served Cold"  | Adam Arkin        | Tiffany Shaw Ho           | 23 tháng 3 năm 2023 |
| 8   | "Redux"             | Adam Arkin        | Rachel Wolf               | 23 tháng 3 năm 2023 |
| 9   | "The Devil We Know" | Millicent Shelton | Munis Rashid              | 23 tháng 3 năm 2023 |
| 10  | "Fathers"           | Millicent Shelton | Seth Fisher               | 23 tháng 3 năm 2023 |

## Đón nhận
Trên hệ thống tổng hợp kết quả đánh giá Rotten Tomatoes, bộ phim sở hữu tỷ lệ tán thành 76% với điểm trung bình 6.4/10 dựa trên 25 bài bình luận chuyên môn. Nhìn chung loạt bài góp ý đều đồng thuận ở nội dung: "Say sưa theo dõi như một thứ thu hút đông đảo đối tượng và cũng đáng quên không kém, The Night Agent là một bộ phim gián điệp ly kỳ thường nhật được thuật lại với sự dũng cảm đáng khen ngợi." Trang Metacritic sử dụng công thức bình quân gia quyền đã cho điểm mùa đầu đạt ngưỡng 68/100 dựa trên 13 nhà phê bình, cho thấy "các bài đánh giá nhìn chung là thuận lợi".
Với việc so sánh giữa hai series The Night Agent và Rabbit Hole ra mắt cùng thời điểm trên tờ The New York Times, nhà phê bình Mike Hale nhận xét: "Hai chương trình mới... vui vẻ, điên rồ đến mức khó tin. The Night Agent ở mức độ cơ bản nhiều hơn... nhưng nó lôi cuốn người xem theo kiểu trêu chọc đủ để thu hút những người hâm mộ khó tính của thể loại này qua 10 tập phim."
Lucy Mangan của The Guardian đã chấm chương trình 4/5 sao và cho biết: "Đó là một trò vui thúc đẩy, tài tình hơn cả thú vị, với mỗi khúc cua đều được đàm phán một cách hoàn hảo. Có những màn trình diễn tuyệt vời — đặc biệt là từ Basso, người đang chơi đến hai hoặc ba nốt nhạc vượt khỏi những thứ có thể dễ dàng trở thành một nốt đơn điệu."
Theo Netflix, loạt phim đã có 168.71 triệu giờ xem trên toàn thế giới trong bốn ngày đầu tiên, đứng vị trí thứ ba đối với một series vừa mới ra mắt. Trong tuần thứ hai, tác phẩm đã tích lũy được 216.4 triệu giờ theo dõi. Sang tuần tiếp theo, bộ phim tiếp tục thu về 130.48 triệu giờ và trở thành dự án được xem nhiều thứ chín của nền tảng phát sóng trực tuyến, tổng cộng phim đã sở hữu 515.57 triệu giờ theo dõi ngay tại thời điểm đó.